# Директорія Української Народної Республіки

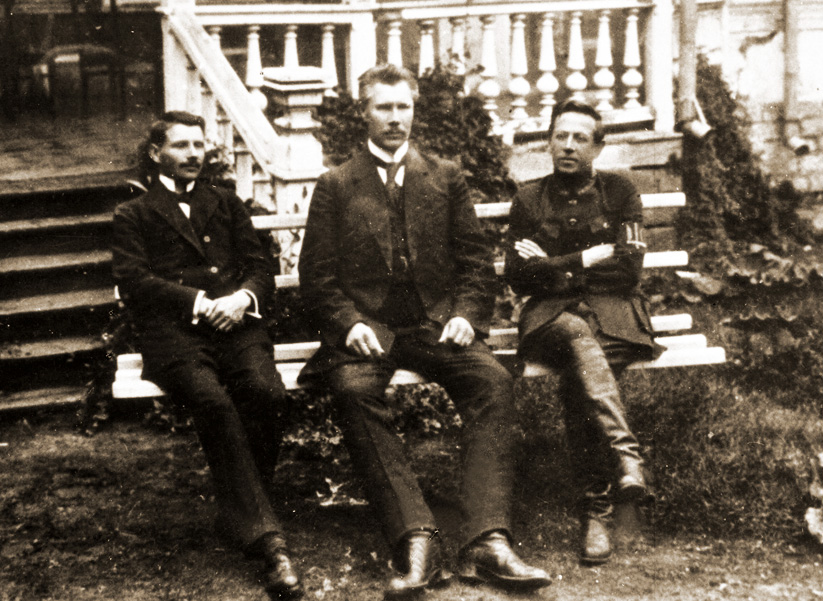
Склад Директорії в другій половині 1919 р. Зліва направо: Андрій Макаренко, Федір Швець, Симон Петлюра

Директо́рія УНР — найвищий орган державної влади відродженої Української Народної Республіки, який діяв з 14 листопада 1918 року до 10 листопада 1920 року.

## Загальна характеристика
Директорія УНР прийшла на зміну Гетьманату (Українській Державі), який було повалено 14 грудня 1918 року.
Обрання членів Директорії відбулося 13 листопада в Києві таємно. Місцем проведення таємної наради став будинок Міністерства шляхів на бульварі Шевченка, 34 (тоді — Бібіковський бульвар). Будинок перед тим належав родині Терещенків. В Міністерстві шляхів начальником департаменту працював майбутній член Директорії Андрій Макаренко. Він мав свій кабінет у будинку міністерства і зрозуміло, що мав вільний доступ до приміщення.
Директорія проголосила себе тимчасовою верховною владою революційного часу і констатувала, що влада в УНР має належати лише працюючим класам. «Слідуючим етапом нашої революції, — зазначалося в декларації від 26 грудня 1918, — є творення нових, справедливих, здорових і відповідних до реального відношення сил у державі, соціальних і політичних форм». Селянам, робітникам і трудовій інтелігенції пропонувалося обрати делегатів на Трудовий конгрес України — тимчасовий законодавчий орган УНР. У зовнішній політиці Директорія проголошувала цілковитий нейтралітет і бажання мирного співжиття з усіма народами та державами.

## Склад Директорії
- Володимир Винниченко — голова Директорії (14 грудня 1918 року — 10 лютого 1919 року)
- Симон Петлюра — Головний Отаман; голова Директорії (11 лютого 1919 року — 10 листопада 1920 року).
- Федір Швець — 15 листопада 1919 виїхав з дипломатичними дорученнями за кордон, передавши всю повноту влади Симону Петлюрі. 25 травня 1920 року постановою уряду УНР був виведений зі складу Директорії.
- Панас Андрієвський — 4 травня 1919 року вийшов зі складу Директорії УНР (постанова Директорії про вибуття від 13 травня 1919 року).
- Андрій Макаренко — 15 листопада 1919 виїхав з дипломатичними дорученнями за кордон, передавши всю повноту влади Симону Петлюрі.
- Євген Петрушевич — як Президент та уповноважений Диктатор ЗО УНР з 22 січня 1919 до кінця червня 1919.

## Голови Ради міністрів Директорії
- Володимир Чехівський (26 грудня 1918 року — 13 лютого 1919 року)
- Сергій Остапенко (11 лютого 1919 року — 9 квітня 1919 року)
- Борис Мартос (9 квітня 1919 року — 27 серпня 1919 року)
- Ісаак Мазепа (27 серпня 1919 року — 26 травня 1920 року)
- В'ячеслав Прокопович (26 травня 1920 року — 10 листопада 1920 року)

## Політичний курс Директорії

### Внутрішня політика

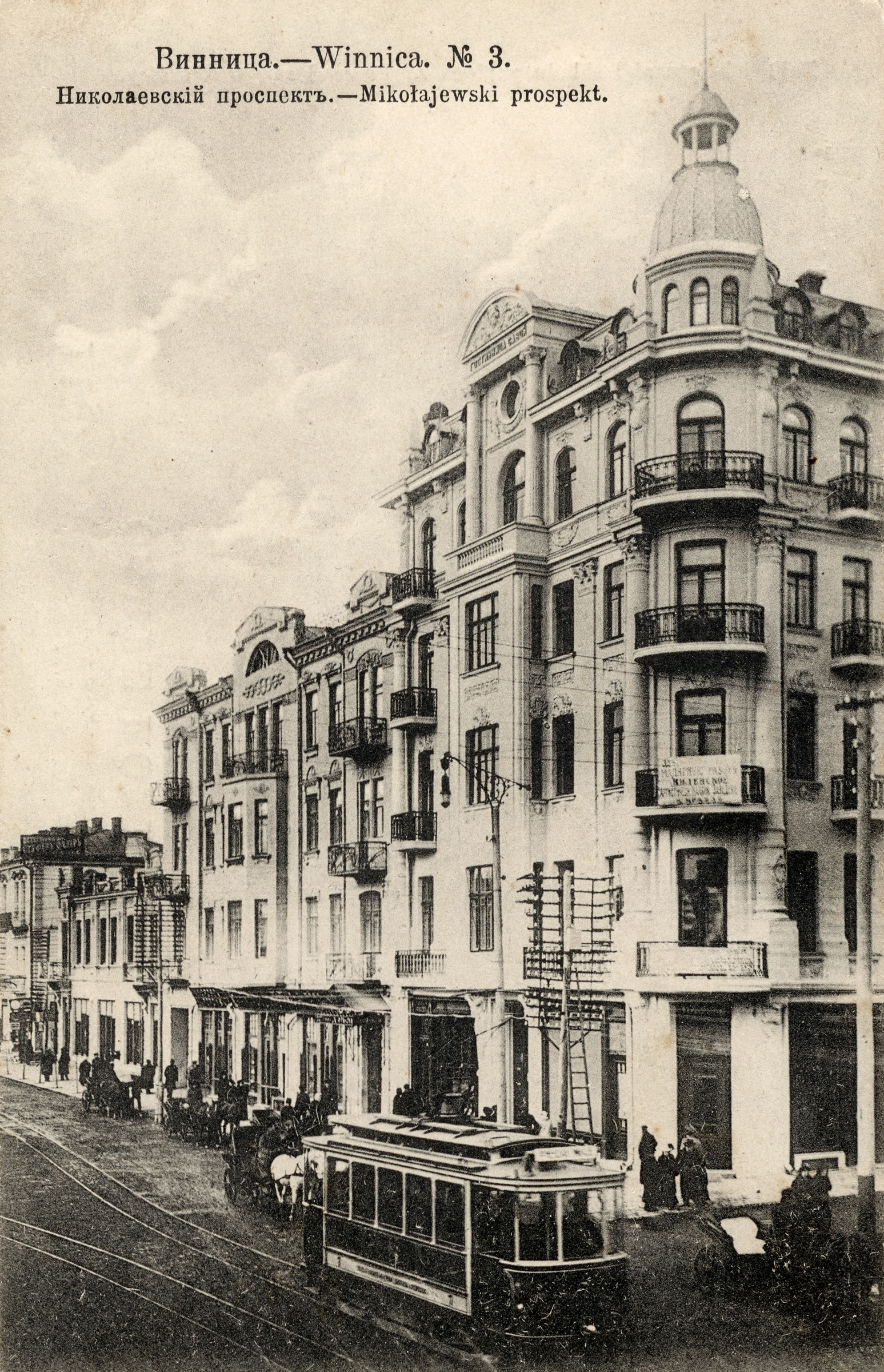
Готель «Савой» у Вінниці, де 1919 року перебувала Директорія УНР

У початковий етап існування Директорії у виробленні її політичного курсу активну роль відіграв Володимир Винниченко.
Відразу після зайняття Києва (14 грудня 1918 року) Директорія оприлюднила ряд свідоцтв, спрямованих проти поміщиків і буржуазії. Була прийнята постанова про негайне звільнення всіх призначених при гетьмані чиновників. Уряд мав намір позбавити промислову й аграрну буржуазію виборчих прав. Владу на місцях передбачалося передати Трудовим радам селян, робітників та трудової інтелігенції. Через такий радикалізм Директорія залишилася без підтримки переважної більшості спеціалістів, промисловців та чиновників державного апарату. Але незважаючи на свої постанови, на практиці Директорія майже не переводила їх у життя, через що трудові маси, зокрема селяни, більше вірили більшовицькій агітації. Саме тому революційна стихія селянства виявилася неспроможною протистояти наступові регулярних радянських військ і стала перероджуватись в руйнівну анархію.
26 грудня 1918 року Директорія видала Декларацію, з прийняттям якої почалася аграрна реформа та в якій Директорія УНР заявила про намір експропріювати державні, церковні та великі приватні землеволодіння для перерозподілу їх серед селян. Було задекларовано про вилучення землі у поміщиків без викупу, але щоб їх заспокоїти, було обіцяно: компенсацію затрат на різноманітні (агротехнічні, меліоративні тощо) вдосконалення, раніше проведені у маєтках; оголошено про недоторканність земель промислових підприємств і цукрових заводів; за землевласниками залишались будинки, де вони до цього жили, породиста худоба, виноградники; конфіскації не підлягали землі іноземних підданих. Але, попри ці досить помірковані заходи, поміщики і буржуазія в Україні були незадоволені політикою Директорії, яка відкрито ігнорувала їхні інтереси. У руках деяких заможних селян залишилися ділянки площею до 15 десятин землі. Але більшість селян розцінили ці заходи як пропоміщицькі, і це у свою чергу розширювало простори для більшовицької агітації.

### Зовнішня політика

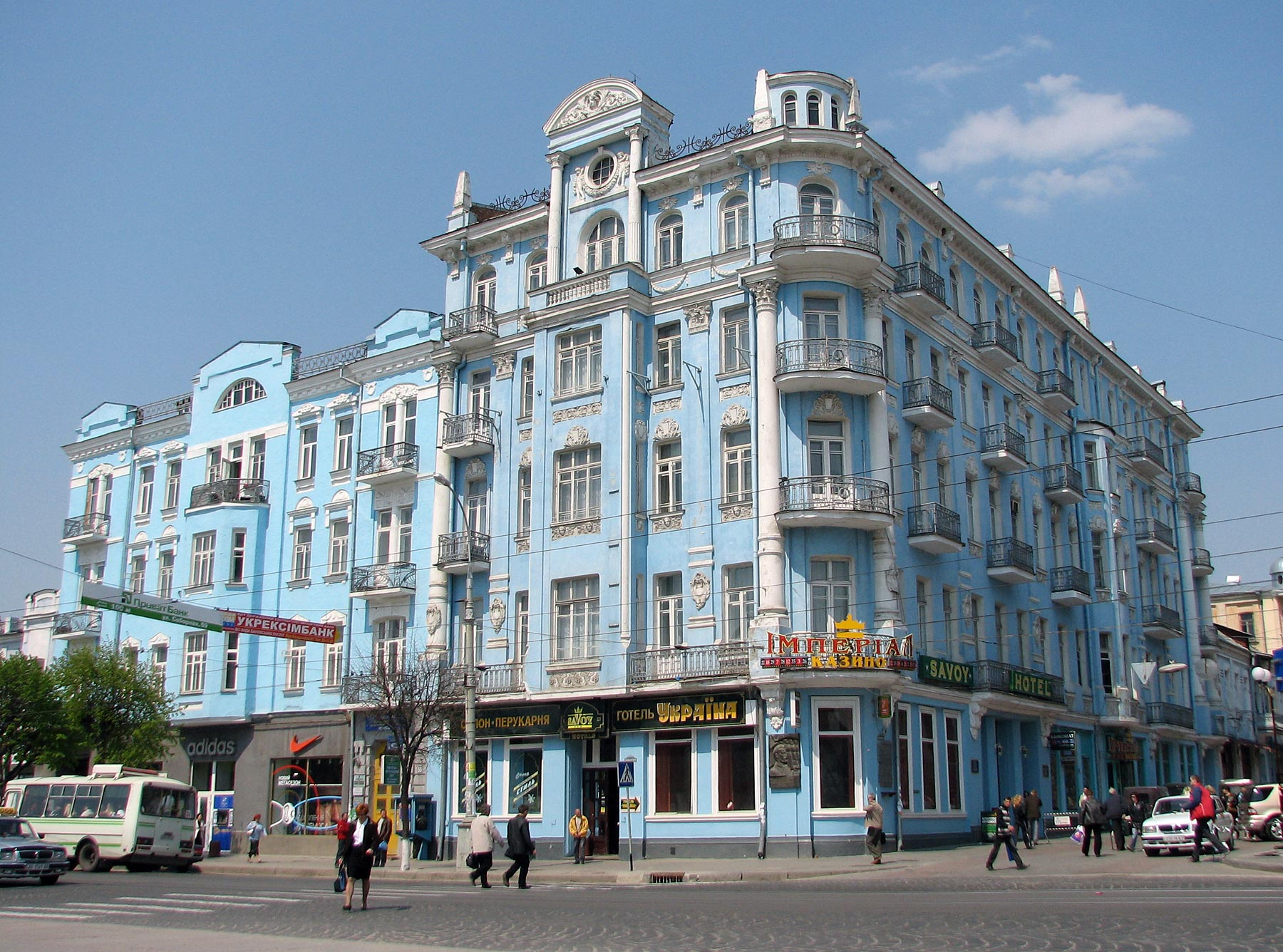
Сучасне фото готелю «Савой»

Директорії вдалося досягнути розширення міжнародних зв'язків УНР. Україну визнали Угорщина, Чехословаччина, Голландія, Ватикан, Італія і ряд інших держав. Але їй не вдалося налагодити нормальних стосунків з країнами, від яких залежала доля УНР: радянською Росією, державами Антанти та Польщею.
31 грудня 1918 року Директорія запропонувала Раді Народних Комісарів РСФРР переговори про мир. Раднарком погодився на переговори, попри те, що не визнавав Директорію представницьким органом українського народу. Під час переговорів радянська сторона відкинула звинувачення у веденні неоголошеної війни, лицемірно заявивши, що ніяких регулярних російських військ в Україні немає. Зі свого боку, Директорія не погодилася на об'єднання Директорії з українським радянським урядом і відмовилася прийняти інші вимоги, що означали самоліквідацію УНР.

## Економічна ситуація за часів Директорії
По причині критичного політичного та військового становища в республіці Директорії не вдалося налагодити управління економікою. Великі економічні втрати, яких зазнало господарство України в результаті першої світової війни та революційних подій, були катастрофічними. Значно знизився рівень видобутку вугілля. У 1918 році було видобуто 34,8 % вугілля порівняно з 1913, а в 1919 — лише 20,5 %. Загострювався паливний голод. Залізорудна і марганцева промисловість у 1919 році майже повністю припинила свою діяльність. Різко скоротила виробництво машинобудівна промисловість України. Істотно зменшилося виробництво цукру. В поганому становищі перебували й інші галузі харчової промисловості. Все це негативно відбивалося на матеріальному становищі населення, особливо міського. Тисячі робітників, рятуючись від голодної смерті, тікали з міст у село. Торгівля набула спотворених форм.
4 січня 1919 року законом Директорії українська гривня була визнана єдиним законним засобом оплати на території УНР. Хоча територія, яку контролювала Директорія була порівняно невеликою, гривня мала більшу купівельну вартість аніж «керенки», більшовицькі рублі чи «денікінки». Щоб підняти функціональне значення українських грошей і довіру до них у населення, тогочасний міністр фінансів Борис Мартос випускав на ринок час від часу значну кількість цукру, борошна, спирту та інших продуктів, які були у розпорядженні уряду.
Українське селянство, яке на початку боротьби з гетьманщиною підтримало Директорію, почало виявляти невдоволення її економічною політикою. Поштовх до поглиблення конфлікту дав земельний закон Директорії, виданий 8 січня 1919 року, згідно з яким земля залишалася у власності держави. Держава мала керувати державним фондом землі утвореним з вивласнених земель. Земельні наділи, які на той час перебували у власності селян і не перевищували 15 десятин залишались непорушними. Нові земельні наділи мали надаватися у вічне користування малоземельним і безземельним селянам і складати від 5 до 15 десятин. Але згідно з даним законом під вивласнення підпадало багато селянських господарств, які на той час мали більше 15 десятин.
Але реалізація земельного закону Директорії могла бути здійснена лише на дуже обмеженій території України, оскільки на більшості території республіки велася війна з більшовиками, Денікіним і Польщею. Більшовики закликали селянство забирати землю у свої руки негайно, бо, за їхніми словами, Директорія передасть землю в руки «куркулів».

## Падіння Директорії
В кінці 1918 на початку 1919 років значна територія країни, включаючи Київ, була захоплена більшовиками. Роздані селянам землі вони почали відбирати і передавати в «радгоспи» та сільськогосподарські «комуни». Все селянство було зобов'язане здавати державі всю сільськогосподарську продукцію, за винятком дуже обмеженої норми, залишеної для особистого споживання. Селяни почали усвідомлювати, що на обіцянки більшовицької пропаганди не можна покладатися, і запізно повертати свої симпатії до Директорії. По всій Україні вибухали повстання проти більшовиків, але було вже запізно. У квітні 1919 року на Правобережжі були розгромлені війська Директорії, і станом на весну 1919 року на території України (крім Надзбруччя і західних областей) закріпилася радянська окупація.